# Saint-Ouen-d'Attez
Saint-Ouen-d'Attez is een plaats en voormalige gemeente in het Franse departement Eure (regio Normandië) en telt 224 inwoners (1999). De plaats maakt deel uit van het arrondissement Évreux. Saint-Ouen-d'Attez is op 1 januari 2016 gefuseerd met de gemeenten Dame-Marie en Saint-Nicolas-d'Attez tot de gemeente Sainte-Marie-d'Attez. 

## Geografie
De oppervlakte van Saint-Ouen-d'Attez bedraagt 9,6 km², de bevolkingsdichtheid is 23,3 inwoners per km².
De onderstaande kaart toont de ligging van Saint-Ouen-d'Attez met de belangrijkste infrastructuur en aangrenzende gemeenten.

## Demografie
Onderstaande figuur toont het verloop van het inwonertal (bron: INSEE-tellingen).